# Maria Ponomarenko
Maria Nikolajevna Ponomarenko (ryska: Мария Николаевна Пономаренко), född 5 september 1978 i Barnaul i Ryska SFSR i Sovjetunionen, är en rysk journalist. Hon har blivit uppmärksammad för att i februari 2023 blivit dömd till sex års fängelse för kritiska inlägg i sociala medier om attacken mot en teater i den ukrainska staden Mariupol i mars 2022.

## Biografi
Ponomarenko är uppvuxen i Barnaul i Sibirien och har där arbetat som journalist för en sibirisk gren av nyhetsportalen RusNews. Ryska myndigheter började förfölja henne 2020 efter att hon gjort avslöjanden om korruption och lokala politiker som nekade att anordna boende för föräldralösa barn. Efter hot lämnade hon och hennes familj staden, men fortsatte att delta i regimkritiska protester.

### Gripande och dom för inlägg på sociala medier
I april 2022 postade hon inslag på Telegram om den ryska militärens angrepp i mars 2022 mot Donetsks regionala dramatiska teater i Mariupol. Hon befann sig då i Sankt Petersburg och greps där kort efter att hon skrivit inlägget. Hon hölls häktad från april till november 2022, något som påverkade hennes psykiska hälsa negativt, och hon flyttades i november 2022 till husarrest. I februari 2023 hölls hennes rättegång i staden Barnaul där hon dömdes till sex års fängelse. Hon förbjöds även att arbeta som journalist samt delta i digitala evenemang de närmaste fem åren. Ponomarenko dömdes för att ha brutit mot den nya lag i Ryssland som infördes i mars 2022, där personer som befinns skyldiga till ”medvetet spridande av falsk information om Rysslands väpnade styrkor i Ukraina” kan dömas till böter eller fängelse i mellan fem och tio år.
Ponomarenko nekar till att ha begått något brott, och höll följande anförande under rättegången:
| ” | Om jag verkligen hade begått ett brott, så skulle jag kunnat be om strafflindring. Men det hade jag inte kunnat, av moraliska och etiska skäl. Tvärtom - jag hade bett om ett så hårt straff som möjligt. Om man vill ha bevis för min oskuld är det bara att läsa konstitutionen. Vad är det som händer i vårt land? Om det är krig - kalla det då krig. Inför då krigscensur. Oskuldspresumtionen är avskaffad i vårt land, precis som konstitutionen. Men en totalitär regim är alltid som starkast precis innan den faller. | „ |